# Licmocera
Licmocera é um gênero de traça pertencente à família Agonoxenidae.